# Barbus thysi
Barbus thysi е вид лъчеперка от семейство Шаранови (Cyprinidae). Видът е застрашен от изчезване.

## Разпространение
Разпространен е в Екваториална Гвинея и Камерун.

## Описание
На дължина достигат до 6,4 cm.